# Stefan Jaroń Kowalski
Stefan Kowalski, ps. „Jaroń” (ur. 2 sierpnia 1915 w Warszawie, zm. 15 czerwca 1979 tamże) – kapitan Armii Krajowej, kawaler Krzyża Srebrnego Orderu Wojennego Virtuti Militari, działacz harcerstwa i PTTK.

## Życiorys
Syn Władysława i Michaliny z domu Majewskiej. Dorastał w Pruszkowie. W wieku 12 lat związał się z harcerstwem i wstąpił do 1. Pruszkowskiej Drużyny Harcerskiej im. Stefana Czarnieckiego. Absolwent warszawskiego Gimnazjum im. Władysława IV. W latach 1934-1936 odbywał służbę w Korpusie Ochrony Pogranicza.
W stopniu plutonowego uczestniczył w kampanii wrześniowej, podczas której został ranny w bitwie pod Mławą. Od początków okupacji działał w konspiracji. Początkowo w Szarych Szeregach organizował Hufiec „Zielony Dąb” w Pruszkowie. Następnie objął dowództwo nad plutonem 1718, wchodzącym w skład Rejonu VI „Helenów” VII Obwodu AK „Obroża”. Oddział miał charakter Grupy Szturmowej i składał się z harcerzy Hufca „Zielony Dąb” oraz członków rozwiązanej jednostki partyzanckiej z Pęcic. Jednym z zadań plutonu było osłanianie radiostacji Komendy Głównej AK zlokalizowanej na terenie pruszkowskiej Ostoi. Pluton „Jaronia” dwukrotnie uczestniczył w egzekucjach na konfidentach Gestapo i czterokrotnie podejmował próby wykonania wyroku na szefie SS w Pruszkowie. W 1943 roku Stefan Kowalski ukończył Szkołę Podchorążych Agricola i uzyskał stopień podporucznika.
W 1944 przeniesiony do oddziału osłonowego Szefostwa Służby Uzbrojenia KG AK „Leśnictwo”. Uczestnik powstania warszawskiego w składzie Zgrupowania „Leśnik”, jako zastępca dowódcy. Po śmierci Janusza Szrajera „Ludwika” objął dowództwo nad 2 kompanią i walczył na Woli, Muranowie, Nowym Mieście i w Śródmieściu Południowym. Ranny dwukrotnie, w dniach 12 i 18 sierpnia. We wrześniu 1944 roku, na wniosek płk. Karola Ziemskiego, został awansowany na stopień kapitana. Za wykazane męstwo podczas walk w Warszawie odznaczony Krzyżem Srebrnym Orderu Wojennego Virtuti Militari. Po upadku powstania jeniec oflagów, po uwolnieniu z których działał w harcerstwie na terenie Niemiec, uzyskując stopień harcmistrza RP.
Do Polski powrócił w 1947. Pracował na różnych stanowiskach administracyjnych. Po wojnie używał nazwiska Jaroń Kowalski. W związku z utrudnianiem przez władze funkcjonowania Harcerstwa w PRL, rozpoczyna działalność w PTTK. Współorganizował, wraz z między innymi Krystyną Serwaczak, Rajd „Po kamienistej drodze”, upamiętnający bój pod Pęcicami stoczony przez powstańców 2 sierpnia 1944 roku. Zmarł w Warszawie i pochowany został na cmentarzu parafii św. Kazimierza w Pruszkowie (sektor: IV, rząd: 2, grób: 18). Jego żoną była Danuta Eibich, z którą miał córkę Grażynę i syna Wojciecha.

## Ordery i odznaczenia
- Krzyż Kawalerski Orderu Odrodzenia Polski
- Krzyż Srebrny Orderu Wojennego Virtuti Militari Nr 13869[9]
- Krzyż Walecznych (dwukrotnie)[10]
- Krzyż Partyzancki
- Brązowy Krzyż Zasługi z Mieczami[6]